# Henry Cavendish, II duca di Newcastle-upon-Tyne
Henry Cavendish, II duca di Newcastle-upon-Tyne (24 giugno 1630 – 26 luglio 1691), è stato un politico inglese.

## Biografia
Conosciuto come visconte Mansfield sino al 1676,  Henry era figlio di William Cavendish, I duca di Newcastle-upon-Tyne e di sua moglie Elizabeth Basset. Suoi nonni materni erano William Basset e Judith Austen, figlia di Thomas Austen.
Dopo la Restaurazione venne nominato Master of the Robes (giugno 1660-62) e poi Gentleman of the Bedchamber (1662–68).
Una volta ereditato il titolo paterno, entrò a far parte del Parlamento come rappresentante del Derbyshire e del Northumberland e nel 1677 re Carlo II lo nominò cavaliere dell'Ordine della Giarrettiera.
Morì nel 1691, senza lasciare eredi maschi sopravvissutigli e pertanto con lui si estinse il titolo ducale della sua famiglia. Welbeck Abbey ed altre sue residenze passarono a sua figlia Margaret, la quale sposò John Holles, per il quale il ducato venne ricreato nel 1694. Le altre figlie del Cavendish cercarono di opporsi a queste disposizioni testamentarie, ma senza successo.

## Matrimonio e figli

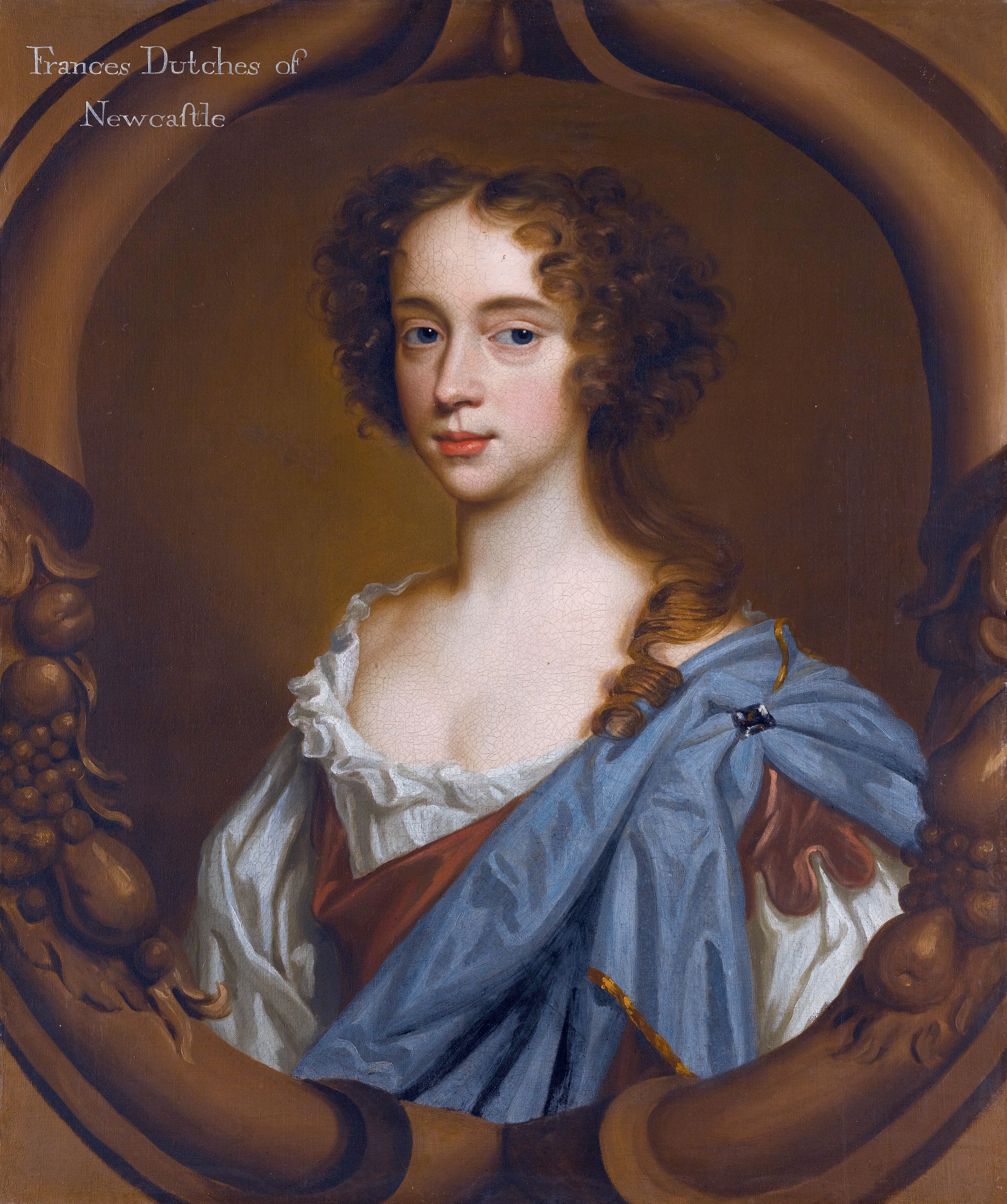
Ritratto di Frances Pierrepont, eseguito da Mary Beale.

Nel 1652, Henry sposò Frances Pierrepont (n. 1º settembre 1630 presso Thoresby, Nottinghamshire - m. 23 settembre 1695 presso Londra), figlia di William Pierrepont e nipote di Robert Pierrepont, I conte di Kingston-upon-Hull. La coppia ebbe insieme sei figli:
- Lady Elizabeth Cavendish (1654–1734), conosciuta come 'Mad Duchess', che sposò Christopher Monck, II duca di Albermale;
- Henry Cavendish, conte di Ogle (1659–1680);
- Lady Frances Cavendish (1660–1690), che sposò John Campbell, II conte di Breadalbane e Holland;
- Lady Margaret Cavendish (1661-1716), che sposò John Holles, I duca di Newcastle-upon-Tyne;
- Lady Catherine Cavendish (1665–1712), che sposò Thomas Tufton, VI conte di Thanet;
- Lady Arabella Cavendish (1673–1698), che sposò il terzo conte di Sunderland.